# Roscinda Nolasquez
Roscinda Nolasquez (Cupa, Califòrnia, 3 d'abril de 1892 – 4 de febrer de 1987) fou membre del poble amerindi dels cupeños, i la darrera parlant de la llengua cupeño del Sud de Califòrnia. El seu pare, Salvador Nolasquez (1861-1934), havia estat un dirigent de la tribu força important. El 1895 restà òrfena de mare i fou educada per la seva àvia. El 1903 fou traslladada amb tota la tribu a la reserva índia Pala. Va treballar en diversos oficis i cap als anys seixanta va fer classes de cupeño a les escoles de la reserva. El 1974 participà en la fundació del Centre Cultural Cupa.
En els darrers anys de la seva vida va fer un esforç considerable per a documentar i preservar la llengua cupeño, treballant amb lingüistes com Jane Hassler Hill i Roderick Jacobs.